# アラップ
オーヴ・アラップ・アンド・パートナーズ社（アラップ社）は、国際的な総合エンジニアリング・プロフェッショナルサービス企業で、建築や土木、インフラ、都市計画などの分野におけるエンジニアリング、設計、計画、プロジェクト管理およびコンサルティング・サービス事業を提供している技術コンサルタント会社。

## 概要
同社はロンドンに本社を置き、アメリカ、オーストラリア、中東、アジア、ヨーロッパ、中東、アフリカなど160ヶ国以上でプロジェクトを実施した経験を持つ。現在、エンジニア、プロジェクトマネージャー、コンサルタントなど14,000名以上のスタッフを抱え、世界89ヵ所に事務所を置く（2018年11月時点）。日本支社であるオーヴ・アラップ・アンド・パートナーズ・ジャパン・リミテッドは1989年、東京に設立された。
同社は、構造設計技術者のオヴ・アラップ（オーヴ・アラップ, Ove N. Arup）が1946年に専門的なコンサルティング・エンジニアリンク業務を行う目的で設立。アラップは、多様な分野の専門家が協働して、より高い品質のプロジェクトを達成できるような事務所を構築しようとした。1950年代には同社内にアーキテクトとエンジニアが協働するグループを設置し、1964年にこのグループは「アラップ・アソシエイツ」（Arup Associates）と命名され、アラップ社の一部として活動している。また1970年に創業者オヴ・アラップが、同社の価値観と将来の構想を説いたスピーチは「キー・スピーチ」（"The Key Speech", ）と呼ばれ、今でもアラップ社の思想を表す象徴として受け継がれている。
業務内容は、土木・構造エンジニアリング、機械・電気設備エンジニアリング、火災安全設計、輸送交通技術コンサルティング、環境コンサルティング、地質地盤エンジニアリング、エネルギー・コンサルティング、材料エンジニアリング、プロジェクト管理、サステイナブル・コンサルティング、セキュリティコンサルティング、ITおよび通信技術コンサルティング　など。

## アラップ・フェロー
「アラップ・フェロー」（Arup Fellow）は、創造性、技術的能力、そして並はずれた革新的能力をもった、社内の個人を任命している。その類いまれな見解や能力を、アラップ社内だけでなく、業界全体において発揮することを期待されている。
現在のアラップ・フェローは、トリストラム・カーフレイ、ニーム・フセイン、アレスタ・マクレガー、マイク・グローバー、アンディ・セジウィック、ブライアン・シンプソン、マイケル・ウィルフォード、コリン・スウェイン、ピーター・ジョンソン、ジャック・パッピン、デイバー・アビザデー、アリステア・ガスリー、リチャード・スタート、他。

## 著名プロジェクト
- コヴェントリー新大聖堂
- ロンドン動物園ペンギンプール
- 30セント・メリー・アクス （英国・ロンドン）
- エンジェル・オブ・ザ・ノース（イギリス・ゲーツヘッド）
- カーサ・ダ・ムジカ（ポルトガル・ポルト）
- ポンピドゥー・センター  （フランス・パリ）
- ハイ・スピード1 （英国）
- 音楽ホール「ザ・モールティングス」 （英国）
- ミレニアムブリッジ（英国・ロンドン - 実施設計と、完成後の補強対策まで）
- ロンドン・アイ（英国・ロンドン - マーク・バーフィールド・アーキテクツとともに原型となるデザインを制作）
- ノウ・メスタージャ (スペイン・バレンシア）
- エーレスンド・ブリッジ（デンマークとスウェーデン間）
- スノードンサミットビル（ウェールズ）
- スコットランド議会ビル（スコットランド・エディンバラ）
- ヒースロー空港、ターミナル5 （英国）
- ロンドン五輪水泳センター（英国・ロンドン）
- リージェンツ・プレイス・パビリオン（英国・ロンドン）
- ブロードメドュー橋　（アイルランド・ダブリンとベルファスト）
- ドンバス・アリーナ（ウクライナ・ドネツク）
- シティ・オブ・マンチェスター・スタジアム （イギリス・マンチェスター）
- サーペンタイン・ギャラリー
- シドニー・オペラハウス （オーストラリア・シドニー）
- アンドリュー・ボーイ・チャールトン・プール （オーストラリア・シドニー）
- 30ボンド （オーストラリア・シドニー）
- パラマッタ・トランスポート・インターチェンジ （オーストラリア・シドニー）
- グッドウィル・ブリッジ（オーストラリア・ブリズベン）
- サンコープ・スタジアム・ラング・パーク再開発 （オーストラリア・ブリズベン）
- クィーン・セントモール塔構造補強設計 （オーストラリア・ブリズベン）
- クリルパ橋 （オーストラリア・ブリズベン）
- K2サスティナブル住宅街 （オーストラリア・メルボルン）
- メルボルン・クリケット・グラウンド （オーストラリア・メルボルン）
- メルボルン博物館 （オーストラリア・メルボルン）
- ビクトリア・ナショナル・ギャラリー （オーストラリア・メルボルン）
- ヴィクトリア・州立図書館 （オーストラリア・メルボルン）
- オーストラリアン・シンクロトロン（オーストラリア・メルボルン）
- オーストラリア国立博物館 （オーストラリア・キャンベラ）
- シンガポール・フライヤー （シンガポール）
- シンガポール・フージョン・ポリス （シンガポール）
- マリーナ・ベイ・サンズ総合リゾート （シンガポール）
- キングダム・タワー
- ブルジュ・アル・アラム
- 中部国際空港空港ターミナルビル (梓設計、日建設計らと。 愛知県常滑市)
- 関西国際空港 (大阪府）
- 大阪府立国際会議場 (大阪市）
- 台中メトロポリタンオペラハウス（台湾・台中市)
- メゾン・エルメス（東京都・銀座）
- ニコラス・G・ハイエックセンター（東京都・銀座）
- モード学園コクーンタワー（東京都・新宿）
- ネフスキー・パレス (ロシア、サンクトペテルブルク）
- 国際金融センター （香港特別行政区・中環)
- 香港上海銀行(HSBC)本館 （香港特別行政区・中環）
- ストーンカッターズ橋 (香港特別行政区・青衣)
- 中国中央電視台本部ビル(北京CBD地区CCTV本社, 中華人民共和国・北京）
- 北京国家水泳センター（中華人民共和国・北京）
- 北京国家体育場（中華人民共和国・北京）
- 広州塔（中華人民共和国・広州）
- 東灘（ドンタン）・エコシティ （中華人民共和国/上海・崇明島）
- 上海ルー・ジア地区都市計画・浦東陸家嘴（中華人民共和国・上海)
- ペトロン・メガプラザ（フィリピン・マカティ）
- ラジーヴ・ガンディー国際空港（インド・ハイデラバード）
- ロイヤル・オンタリオ博物館内マイケル・リーチン・クリスタル（カナダ・トロント）
- デ・ヤング美術館 （カリフォルニア州サンフランシスコ）
- カリフォルニア科学アカデミー （カリフォルニア州サンフランシスコ）
- Y2E2ビル (Jerry Yang and Akiko Yamazaki Environment and Energy Building、スタンフォード大学、パロ・アルト)
- テート・ギャラリー（ロンドン）
- 中国尊（中国・北京）

## 受賞
1966年にオヴ・アラップが、1992年にはピーター・ライスが、RIBAゴールドメダルを受賞。
セシル・バルモンドは2004年 - 『informal』でバニスター・フレッチャー賞ほか様々な賞を受賞。
モード学園コクーンタワーは、エンポリス・スカイスクレーパー賞、ニコラス・G・ハイエック センターは2009年日本建築学会賞、JSCA賞などを受賞。構造設計担当は城所竜太。東京・銀座のメゾンエルメスの構造設計では金田充弘が松井源吾賞を受賞。
中部国際空港旅客ターミナルビルは、Good Design Award2005環境デザイン部門、社団法人日本騒音制御工学会環境デザイン賞を、第13回JSCA賞(作品賞)を「豊田スタジアムの構造設計」で柴田育秀が受賞。2008年のイギリス王立都市計画研究・コンサルティング年間賞を受賞した。
マイク・グローバーが、2008年構造技術者ゴールドメダル受賞。 カーサ・ダ・ムジカで、2007年スターリング賞。 米ベントレー・システムズ、2004 BE Awardsビルディング部門受賞。ドゥルック白蓮スクール校舎(インド・ラダック)では2002年世界建築賞をはじめ、いくつかの国際的な建築賞を多く受賞。

## 参考
- 世界美術大全集西洋編 200. レンゾ・ピアノ、リチャード・ロジャース、オヴ・アラップ、ポンピドゥー・センター、1977
- 秀逸建築家シリーズ 10選 アラップ・アソシエイツ 、シグマユニオン、1995年
- 建築文化 1992年2月号 特集 建築とエンジニアリング オーヴ・アラップ・アンド・パートナーズの世界建築的なるもの